# Ndjoukou
Ndjoukou est une localité de République centrafricaine,  chef-lieu de l'une des quatre sous-préfectures de la préfecture de Kémo. 

## Géographie
La localité est située dans la commune de Galabadja sur la rive droite de l’Oubangui, au sud de Sibut sur la route nationale 8 (RN 8).

## Histoire
Le 2 février 1895, le père spiritain Joseph Moreau fonde la mission catholique de la Sainte Famille des Banziris de Bessou qui est avec Bangui, l'une des deux plus anciennes missions catholiques du pays.

## Société
La paroisse catholique de la Sainte Famille de Ndjoukou fondée en 1895 est la plus ancienne du pays après Saint Paul des Rapides  à Bangui. Elle dépend aujourd'hui du diocèse de Kaga-Bandoro.

## Administration
La sous-préfecture de Ndjoukou est constituée de deux communes : Galafondo et Galabadja. En 2003, elle compte 28 491 habitants.